# Primula denticulata
Primula denticulata es una especie de la familia de las primuláceas, originaria de las regiones alpinas de Afganistán a China. Sin embargo, es comúnmente cultivada en sus regiones de origen.

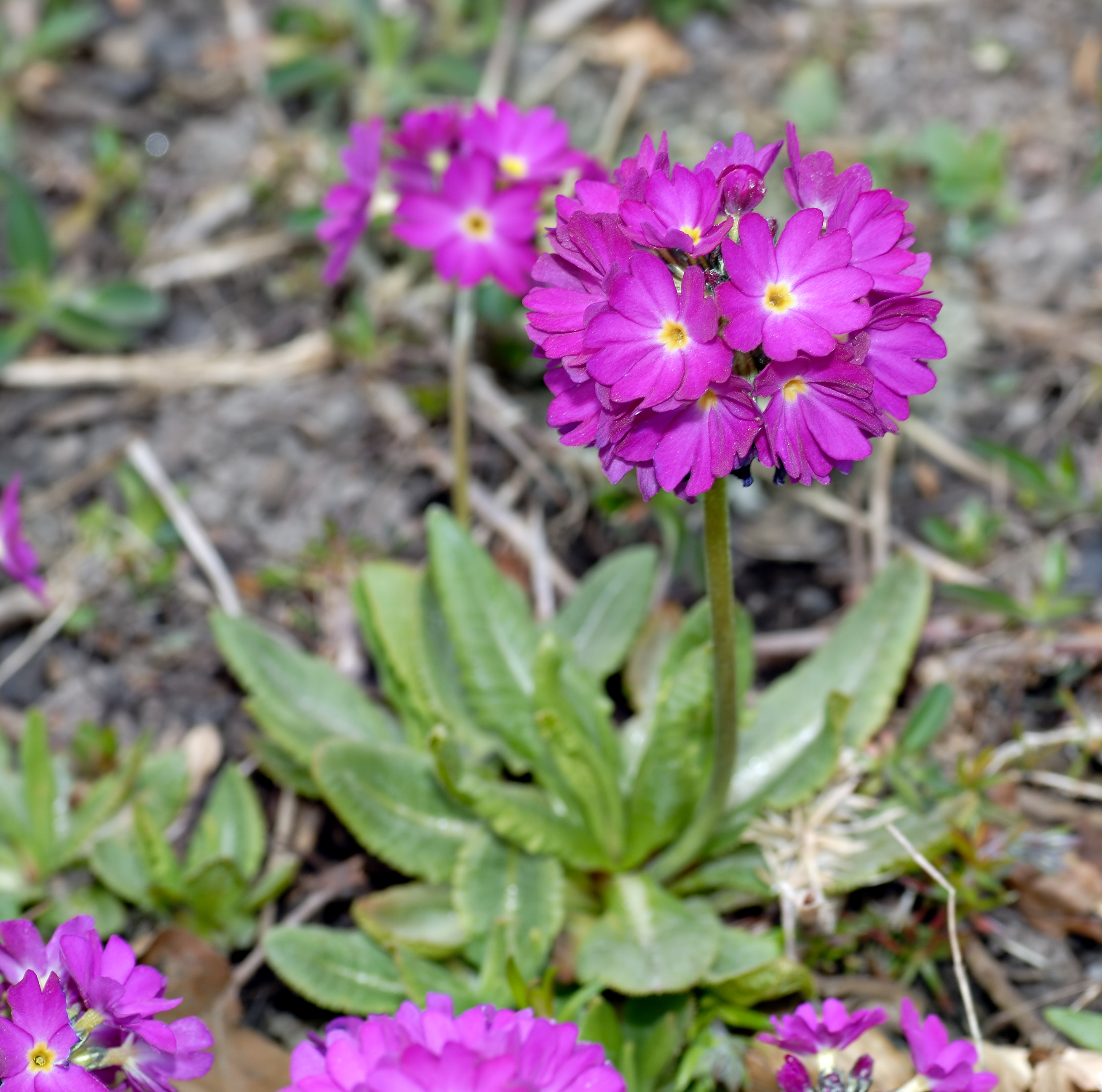
Planta en flor

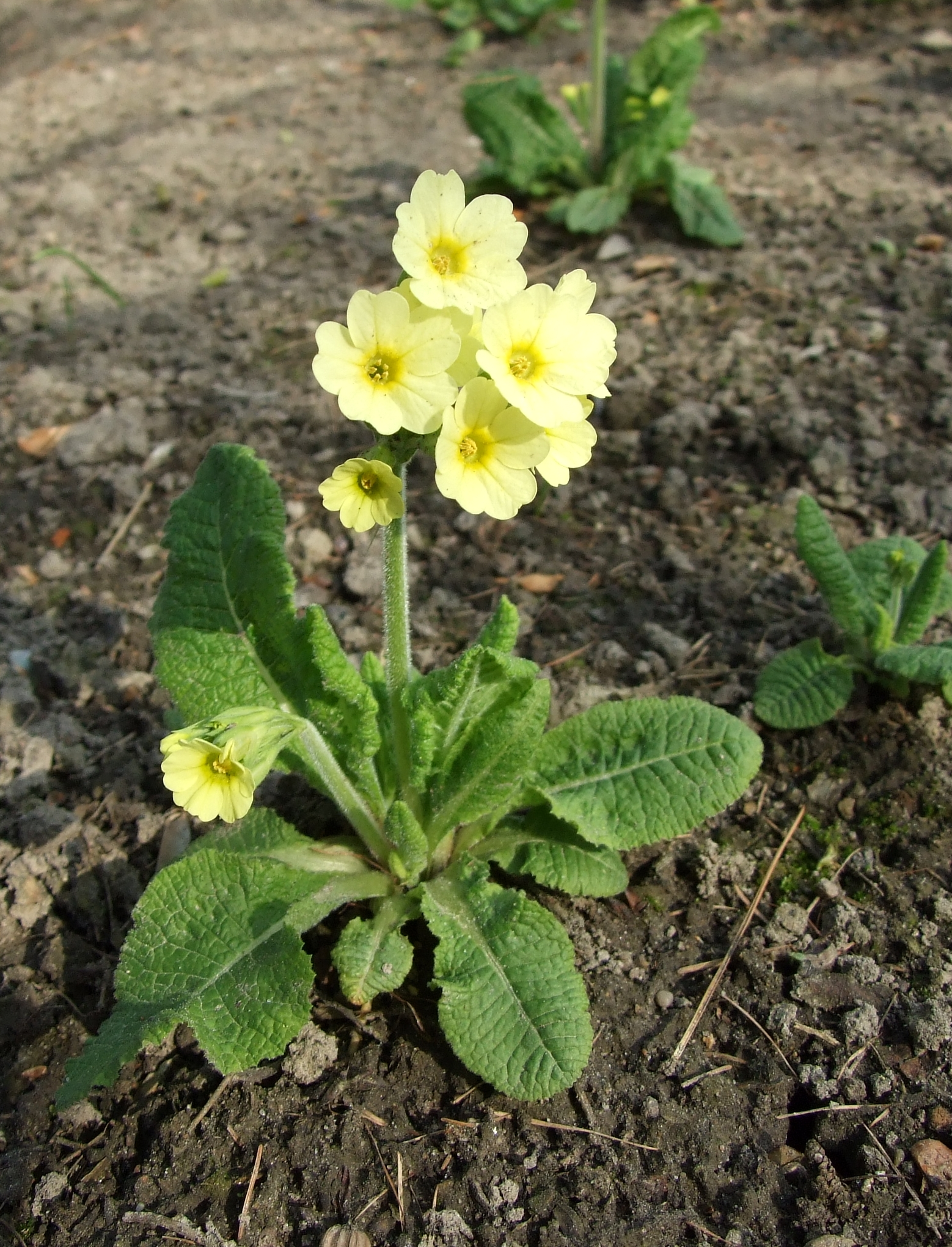
Vista de la planta

## Descripción
Es una planta herbácea perennifolia, Las hojas forman una roseta; con peciolo ampliamente alado,  casi tan largo como la hoja, la lámina de la hoja oblonga a oblanceolada, de 3 - 15 x 1.5 - 4 cm. Escapo de 5 - 30 cm, alargándose hasta 45 cm en la fructificación, en umbelas, con muchas flores, brácteas numerosas, lanceoladas, de 5 a 10 mm. Corola de color violeta rosado a púrpura, raramente blanco, con un ojo amarillo, tubo de 0,8 a 1,2 cm; extremidad 1 a 2 cm de ancho; lóbulos obovados, profundamente emarginados. El fruto es una cápsula subglobosa. Tiene un número de cromosomas de 2 n = 22, 32, 34, 44, 22 + 5f.

## Distribución y hábitat
Se encuentra en los prados húmedos, laderas cubiertas de hierbas, entre los arbustos, en bosques abiertos; a  una altitud de 1500 - 4100 metros, en Xizang, Afganistán, Bután, India, Cachemira, Birmania, Nepal, Pakistán y Sikkim.

## Taxonomía
Primula denticulata fue descrita por James Edward Smith y publicado en Exotic Botany 2: 109. 1806.
Etimología
Ver: Primula
denticulata: epíteto latino que significa "con pequeños dientes".
Sinonimia
- Primula alta Balf. f. & Forrest
- Primula cyanocephala Balf. f.
- Primula limnoica Craib
- Primula sinodenticulata Balf. f. & Forrest[4]